# P.G. Lindhardt
Poul Georg Lindhardt (født 12. december 1910 i Nakskov, død 30. september 1988 i Skødstrup ved Aarhus), kendt som P.G. Lindhardt, var en dansk teolog, søn af fabrikant Georg Lindhardt og Cecilie f. Christensen.

## Biografi
Lindhardt var professor i kirke- og dogmehistorie ved Det Teologiske Fakultet ved Aarhus Universitet og var en af de de fire store Aarhus-teologer. Uddannet cand.theol. i 1934 og dr.theol. i 1939. Han modtog i 1966 Gads Fonds Pris.
P.G. Lindhardt var far til Roskilde Stifts tidligere biskop Jan Lindhardt og pastoralseminariets rektor Mogens Lindhardt, samt farfar til skuespilleren Thure Lindhardt.
Han blev Ridder af Dannebrogordenen i 1955 og Ridder af 1. grad i 1962.

## Sagt af P.G. Lindhardt
- "Familien er alles kamp mod alle."
- "Så længe ens forældre lever, vil man altid føle et slags bolværk mellem en selv og livets grænse, det kan være aldrig så spinkelt, men det giver en mærkelig følelse af tryghed. Når de er væk, rykker man selv frem i yderste linje, mørket kommer mere isnende nær." [1]

## Udgivelser
- Konfirmationens Historie i Danmark (1936)
- Peder Hersleb (1939)
- Danmark og Reformationskoncilierne (1942)
- Bibelen og det danske Folk (1942)
- Den nordiske kirkes historie (1945/1973)
- Præsten Dines Pontoppidan (1948)
- Morten Pontoppidan (1950/ 1953)
- Vækkelser og kirkelige Retninger i Danmark (1950/1959)
- Grundtvig: An Introduction (1951)
- Det evige Liv (1953)
- En dansk sognepræst (1954)
- Fem Aalborg-Bisper (1954)
- Kirken i går og i dag (1955)
- 15 Prædikener (1956)
- Den danske Kirkes Historie VII (1849-1901) (1958)
- Brevveksling mellem bisperne J. Svane og H. Stein (1958)
- Repliker (1958)
- Helvedesstrategi (1958)
- F.C. Krarups Breve til Lyder Brun (1960)
- Stat og Kirke (1960/1967)
- Biskop Chr. Ludwigs visitatsbog (1960)
- Brevveksling mellem biskopperne J. Swane og Frederik Nielsen (1962)
- Påskud og Prædikener (1963)
- Grundtvig (1964)
- Det religiøse Liv i Senmiddelalderen. Den danske Reformations Historie (1966)
- Den danske Kirkes Historie (1901-65)
- Alting og Ingenting (1966)
- Nederlagets Mænd (1968)
- Brudstykker af en postil (1968)
- Holmens Provst, Thomas Skat Rørdam (1969)